# U-872
U-872 — большая океанская немецкая подводная лодка типа IXD2 времён Второй мировой войны. Заказ на постройку субмарины был отдан 25 августа 1941 года. Лодка была заложена 23 декабря 1942 года на верфи компании АГ Везер в Бремене под строительным номером 1080, спущена на воду 20 октября 1943 года, вошла в строй 10 февраля 1944 года под командованием оберлейтенанта Питера-Отмара Грау.

## Флотилии
- 10 февраля — 10 августа 1944 года 4-я флотилия (учебная)

## Боевая служба
Лодка не совершала боевых походов. 29 июля 1944 года она была серьёзно повреждена в результате американской бомбардировки Бремена. Один человек погиб. Выведена из эксплуатации 10 августа 1944 года и позже разделана на металл.